# 2008年6月體育
| 2008年體育： | ← \| 1月 \| 2月 \| 3月 \| 4月 \| 5月 \| 6月 \| 7月 \| 8月 \| 9月 \| 10月 \| 11月 \| 12月 \| → |
|              |                                                                                               |

## 6月29日
西班牙國家足球隊在奧地利維也納恩斯特·哈佩爾球場舉行的2008年歐洲足球錦標賽決賽中以1:0擊敗德國國家足球隊，奪得冠軍。

## 6月7日
- 四年一度的歐洲足球錦標賽展開。